# Округ Доџ (Висконсин)
Доџ (енгл. Dodge County) је округ у америчкој савезној држави Висконсин.

## Демографија
По попису из 2010. године број становника је 88.759, што је 2.862 (3,3%) становника више него 2000. године.
| Група             | 2000.          | 2010.          |
| Белци             | 80.563 (93,8%) | 81.325 (91,6%) |
| Афроамериканци    | 2.142 (2,5%)   | 2.381 (2,7%)   |
| Азијати           | 296 (0,3%)     | 472 (0,5%)     |
| Хиспаноамериканци | 2.188 (2,5%)   | 3.522 (4,0%)   |
| Укупно            | 85.897         | 88.759         |